# San Juan de Nicaragua
San Juan de Nicaragua, anteriormente conhecida como San Juan del Norte e conhecida em Inglês como Greytown, é uma cidade e um município no departamento de Río San Juan na Nicarágua.
Entre 9 e 15 de julho de 1854 a cidade foi bombardeada pela Marinha dos Estados Unidos como vingança por um insulto contra o embaixador americano na Nicarágua.